# Église Saint-Adrien (Ixelles)
Pour les articles homonymes, voir Église Saint-Adrien.
L'église Saint-Adrien (en néerlandais : Sint-Adrianuskerk) est une église catholique sise avenue Général Dossin de Saint-Georges, dans le quartier de Boondael à Ixelles (région de Bruxelles-Capitale). Construite en 1938, pour remplacer la chapelle de Boondael comme lieu de culte catholique, c'est une église paroissiale pour la communauté catholique d'Ixelles. L'église Saint-Adrien et également un lieu de culte de la communauté maronite (catholiques orientaux du Liban). 

## Historique
Depuis le XVe siècle, le hameau de Boondel, plus tard section de la commune d'Ixelles (Bruxelles), possédait son lieu de culte. Étant donné le développement démographique du quartier dans la première moitié du XXe siècle, la chapelle devenue exiguë est remplacée par une église de grande dimension. Celle-ci est construite en béton entièrement paré de briques « Klampsteen » d'un ton gris-rose. Le chantier ouvert en 1938 fut achevé en 1941. Le sanctuaire prit alors la relève de l’ancienne chapelle, désacralisée et sauvegardée de la démolition en 1927 par une intervention de la Commission royale des Monuments et des Sites.

## Patrimoine
- Les retables de saint Adrien et saint Christophe (XVe siècle) qui se trouvaient dans l'ancienne chapelle de Boondael sont conservés dans la nouvelle église paroissiale.
- Les vitraux du chœur ont été réalisés de 1960 à 1965 par l'artiste Danieli. Il s'agit d'un ensemble de 5 verrières de style abstrait flanquées de part et d'autre de 2 vitraux plus réalistes représentant Marie-Madeleine et saint Joseph.

## Galerie

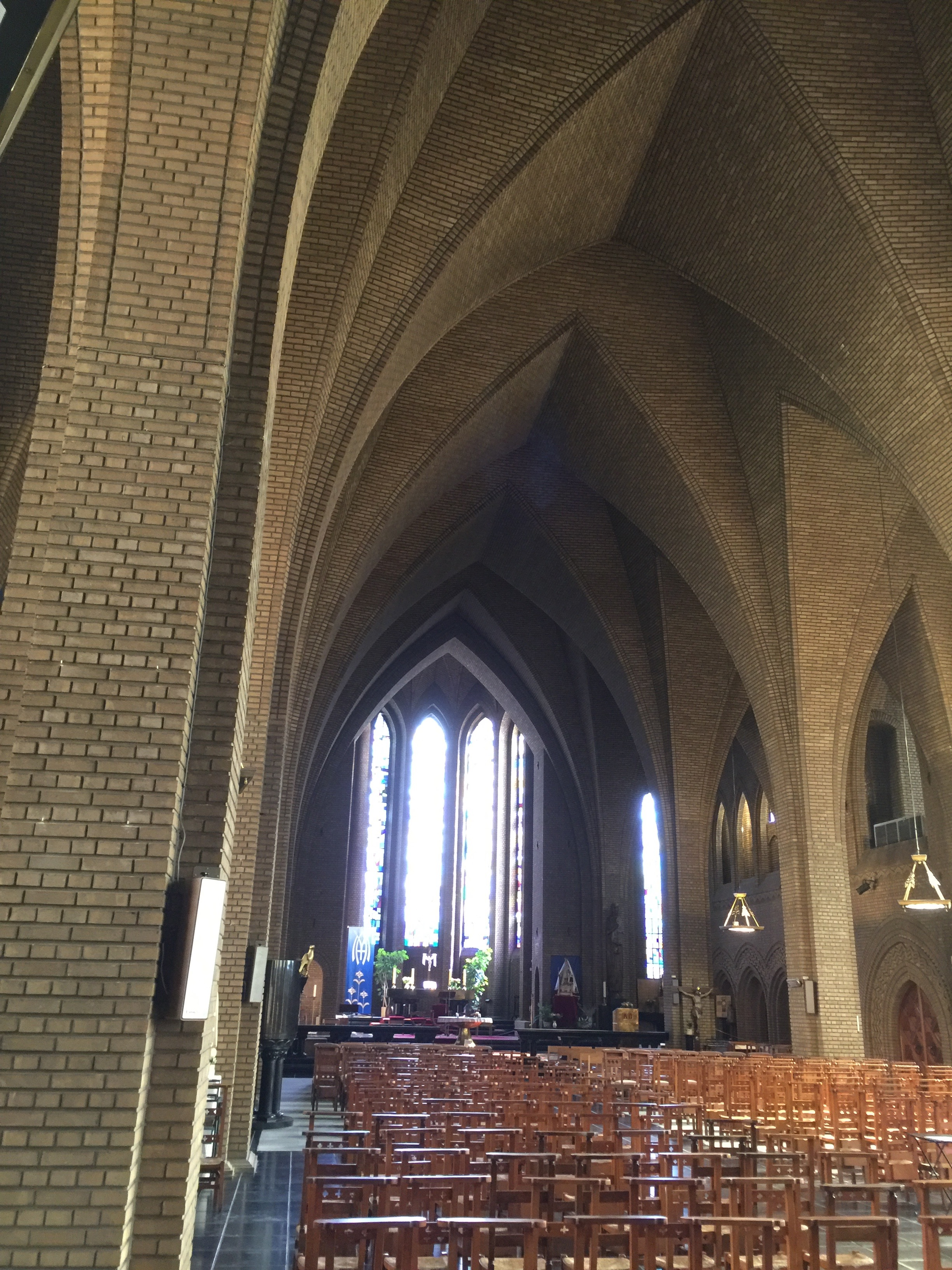
La nef centrale
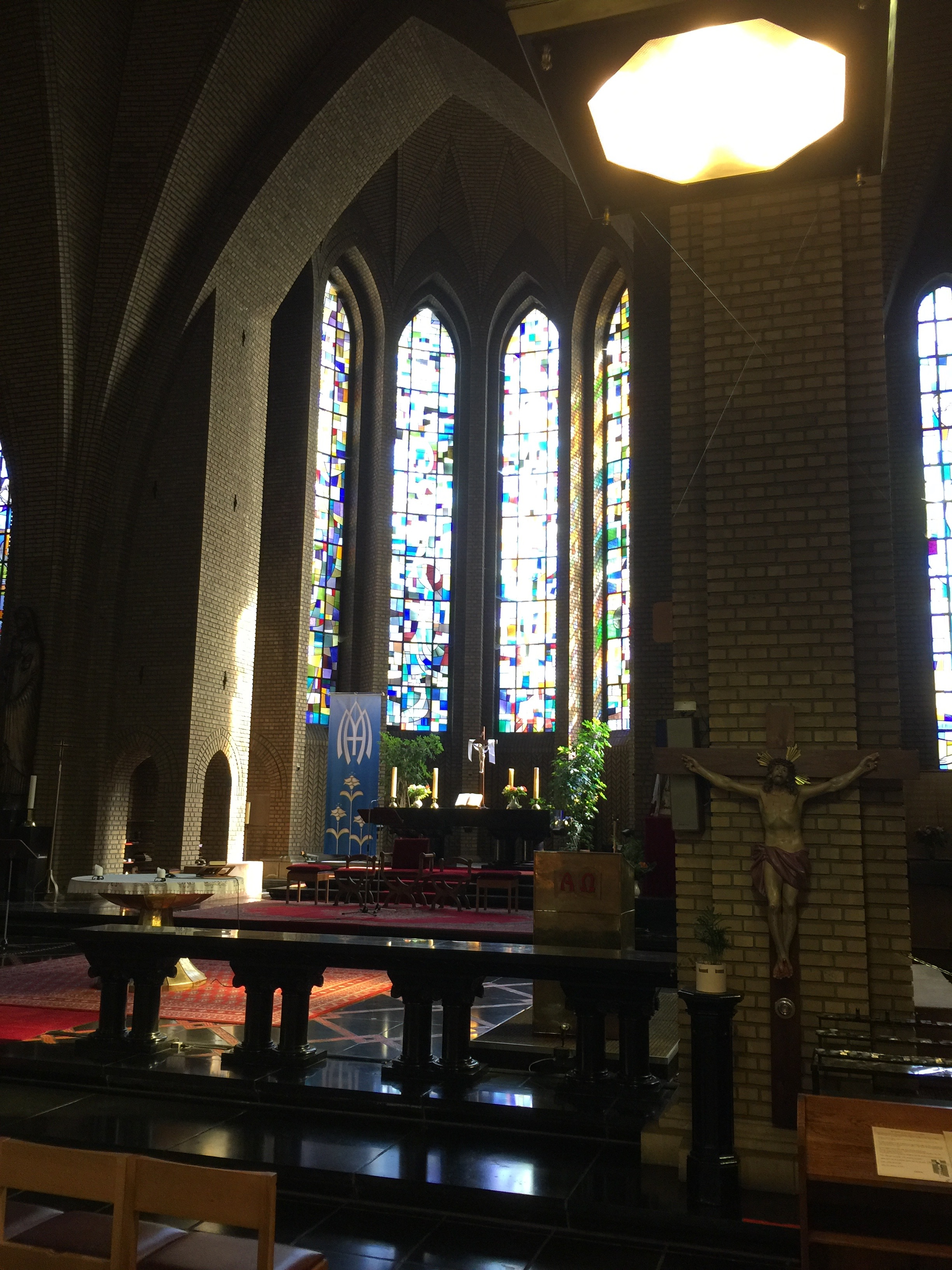
L' autel
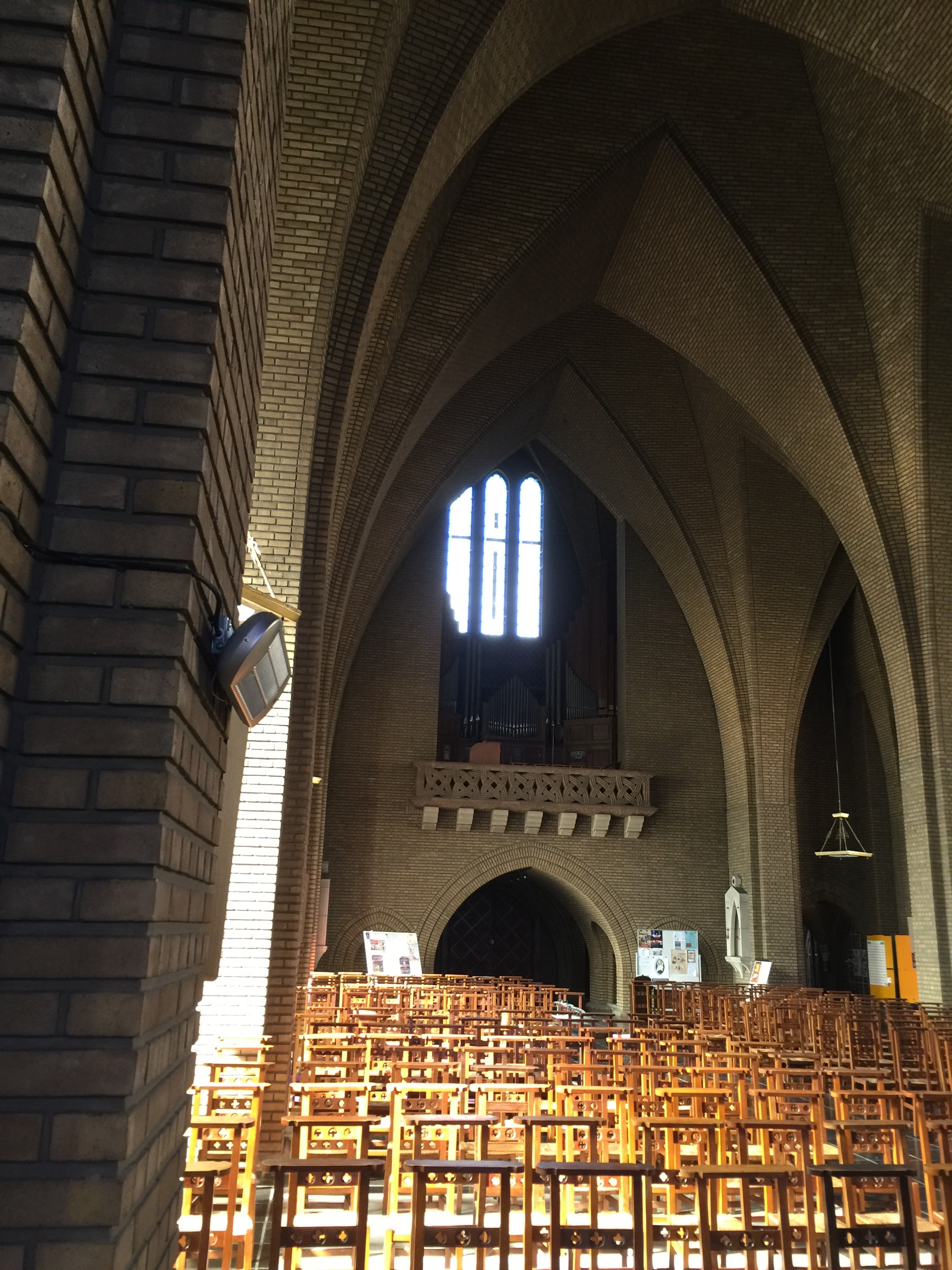
Le jubé